# Dorothe Engelbretsdatter

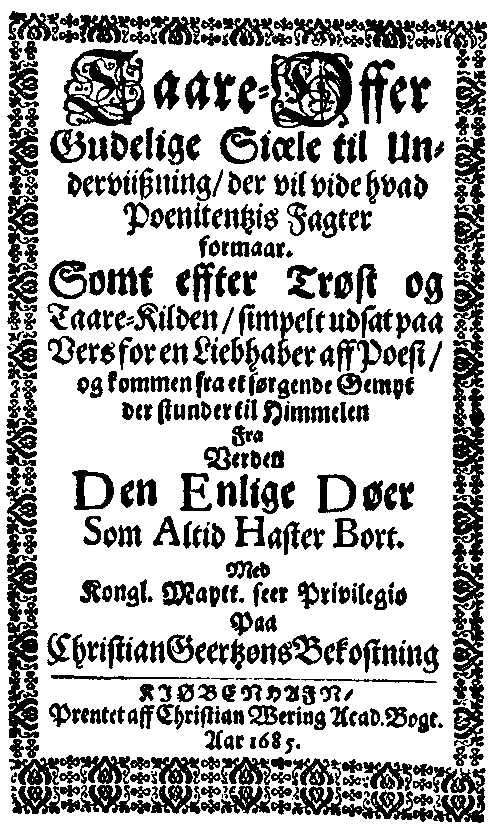
Titelsidan av Taare-Offer (1685).

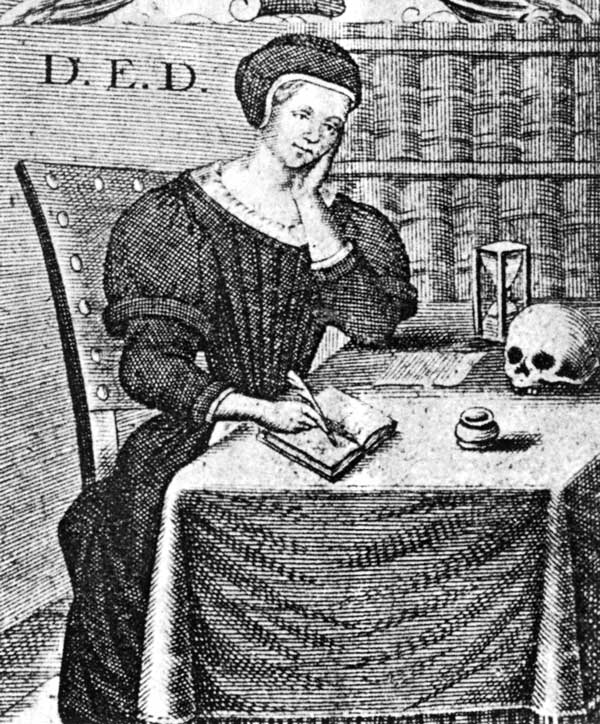
Titelgravyr från förstautgåvan av Taare-Offer från 1685

Dorothe Engelbretsdatter, född 16 januari 1634 i Bergen, död 19 februari 1716 i Bergen, var en norsk författare och beskrivs ofta som Norges första kvinnliga författare och skrev psalm- och bönsamlingar. Hon var dotter till rektorn och prästen vid Bergens läroverk och domkyrka.
Engelbretsdatter gifte sig 1652 med prosten Ambrosius Hardenbeck (1621–1683). De fick nio barn tillsammans, varav sju avled som små och de bägge sönerna som uppnådde vuxen ålder försvann under krigstjänst.
Engelbretsdatter besökte Danmark och blev där presenterad vid det danska hovet. Hon mötte biskop Thomas Kingo, varvid dessa bägge poeter inför publik samtalade med poetiska verser, som ännu lär finnas bevarade.